# Diskografija Jimija Hendrixa
Diskografija američkog gitariste i glazbenika Jimija Hendrixa, koja uključuje i objavljeni materijal sastava The Jimi Hendrix Experience. Objavljeni materijal sastoji se od tri studijska albuma, dvije kompilacije i dvanaest singlova.

## Povijest
U rujnu 1966. godine bivši basist sastava The Animals Chas Chandler doveo je Jimija Hendrixa iz Sjedinjenih Država u Ujedinjeno Kraljevstvo. Hendrix je ubrzo osnovao sastav The Jimi Hendrix Experience u kojemu su osim njega svirali još Noel Redding na bas-gitari i Mitch Mitchell na bubnjevima.
Prva objavljena snimka bila im je pjesma "Hey Joe" od Billya Robertsa, koja je u Velikoj Britaniji objavljena 16. prosinca te je završila na #6 top ljestvice singlova. Na B-strani nalazila se pjesma "Stone Free" koju je napisao Hendrix. "Purple Haze" i "The Wind Cries Mary" bile su u potpunosti Hendrixovo autorsko djelo, a objavljene su 17. ožujka i 5. svibanj 1967. godine te su dospjele na #3 i #6 top ljestvica. Debitantski album Are You Experienced objavljen je iste godine 12. svibnja. Album je došao na #2 britanske ljestvice albuma, dok je u Sjedinjenim Državama objavljen 23. kolovoza s različitim sadržajem pjesama te je zauzeo #5. Pjesme "Hey Joe" i "Purple Haze" također su objavljene u SAD-u te su kasnije završile na #65 top ljestvice.
Četvrti Hendrixov singl bila je pjesma "Burning of the Midnight Lamp" koja je kasnije objavljena na Experiencevom trećem albumu. Singl nije objavljen u Sjevernoj Americi i bio je njihov najmanje uspješan singl do tada zauzevši tek #18 na britanskoj ljestvici singlova. Diskografska kuća Reprise 27. studenog objavljuje singl "Foxey Lady" s njihovog prvog albuma Are You Experienced, koji je unatoč uspjehu završio tek na #67 mjestu. Hendrix je s izdavačkom kućom Track Records ugovor bio vezan da će u istoj godini objaviti dva albuma. Njihov drugi album Axis: Bold as Love izlazi 1. prosinca 1967. godine u Velikoj Britaniji. Album je nastavio uspjeh njihovog prvijenca te se našao na #5 britanskih top ljestvica. Radi odlične prodaje prvog albuma u Sjedinjenim Državama je objavljivanje odgođeno te se na tržištu našao 15. siječnja 1968. godine i zauzeo #3 na top ljestvici albuma. Jedini singl s albuma objavljen u Velikoj Britaniji bila je pjesma  "Up from the Skies" koja je dosegla #82 na Billboardovoj Hot 100 ljestvici singlova. U travnju 1968. godine Experienci objavljuju svoj prvi kompilacijski album Smash Hits koji je u Velikoj Britaniji dosegao #4 na ljestvici albuma.
Prvi singl s nadolazećeg trećeg albuma u Americi izlazi 9. rujna 1968. godine. Bila je to pjesma Boba Dylana "All Along the Watchtower" i do tada je njihov najuspješniji singl u SAD-u koji je dosegao #20 na top ljestvici. U Velikoj Britaniji singl je objavljen nakon što je album izašao u Sjedinjenim Državama te je na ljestvicama zauzeo #5. Suprotno od prva dva studijska albuma te kompilacije Smash Hits, Electric Ladyland je prvo objavljen u SAD-u 30. rujna 1968. godine. Nekoliko tjedana kasnije 25. listopada izašao je u Velikoj Britaniji s različitim omotom. Album je prvi na kojemu je producent bio sam Hendrix te je završio na #1 Billboardove top ljestvice 200 albuma. Unatoč tome album je do tada zabilježio najlošiji uspjeh u Velikoj Britaniji, zauzevši #6 na ljestvici albuma. Nakon što je u Britaniji objavljen singl "All Along the Watchtower", 18. studenog u SAD-u izlazi "Crosstown Traffic" i dolazi na #52 top ljestvice.
Zbog dugogodišnjeg ne slaganja i osobnog stava, Noel Redding, nakon što su nastupili na Denver Pop festivalu 29. lipnja 1969. godine, odlazi iz sastava. Kao njegovu zamjenu Hendrix je doveo Billya Coxa, kojeg je upoznao dok je bio u vojsci te još Larryja Leeja (gitara), Juma Sultana i Jerryja Veleza (udaraljke) i potom osnovao sastav Gypsy Sun and Rainbows. Nastupili su 18. kolovoza na Woodstocku i nakon nekoliko studijskih snimki sastav se razišao. Tijekom tog razdoblja objavili su dva singla. Prvi "Stone Free" je 15. rujna objavljen u SAD-u (dosegao #130) te drugi "Fire" ("Let Me Light Your Fire") objavljen u čitavom svijetu 14. studenog. Nakon što su se razišli Hendrix i Cox su za bubnjara pozvali dugogodišnjeg prijatelja Buddyja Milesa te su osnovali sastav Band of Gypsys. Imali su samo dva nastupa, a jedan od njih je 31. prosinca na Fillmore Eastu, gdje su na dočeku Nove nastupili četiri puta u dvije večeri. Koncert je sniman, a zadnja dva nastupa objavljena su na objavljena su 25. ožujka 1970. godine na uživo albumu Band of Gypsys. Album je kada se sastav već raspao dosegao #6 u Americi i #5 u Velikoj Britaniji. Objavili su 13. travnja u SAD-u i jedan singl, "Stepping Stone" (Reprise), ali nije dospio na top ljestvice.
Mitch Mitchell se ponovno vratio Hedrixu i Coxu te su neslužbeno osnovani novi Experienci. Ovaj trojac je 1970. godine otišao na američku turneju pod nazivom The Cry of Love. Ostali su zajedno sve do Hendrixove smrti, a iza njih je u tri mjeseca ostalo puno sati studijskog rada i koncertnih nastupa. Posljednji snimak prije Hendrixove smrti bio je uživo album Historic Performances Recorded at the Monterey International Pop Festival, objavljen 26. kolovoza u SAD-u, a snimljen prilikom njihovog nastupa na Monterey Pop festivalu 18. lipnja 1967. godine. Jimi Hendrix umro je 18. rujna 1970. godine.

## Studijski albumi
| Godina                                                                       | Detalji o albumu                                                   | Detalji o albumu                                                      | Pozicija na top ljestvici | Pozicija na top ljestvici | Pozicija na top ljestvici | Pozicija na top ljestvici | Certifikat            |
| Godina                                                                       | Detalji o albumu                                                   | Detalji o albumu                                                      | SAD                       | NIZ                       | NOR                       | UK                        | Certifikat            |
| Godina                                                                       | Britanska izdanja                                                  | Američka izdanja                                                      | SAD                       | NIZ                       | NOR                       | UK                        | Certifikat            |
| ---------------------------------------------------------------------------- | ------------------------------------------------------------------ | --------------------------------------------------------------------- | ------------------------- | ------------------------- | ------------------------- | ------------------------- | --------------------- |
| 1967.                                                                        | Are You Experienced                                                | Are You Experienced                                                   | 5                         | —                         | 3                         | 2                         | - RIAA: 4× platinasti |
| 1967.                                                                        | - Objavljeno: 12. svibnja 1967. - Izdavač: Track Records (612 001) | - Objavljeno: 23. kolovoza 1967. - Izdavač: Reprise Records (RS 6261) | 5                         | —                         | 3                         | 2                         | - RIAA: 4× platinasti |
| 1967.                                                                        | Axis: Bold as Love                                                 | Axis: Bold as Love                                                    | 3                         | —                         | 12                        | 5                         | - RIAA: platinasti    |
| 1967.                                                                        | - Objavljeno: 1. prosinca 1967. - Izdavač: Track (613 003)         | - Objavljeno: 5. siječnja 1968. - Izdavač: Reprise (RS 6281)          | 3                         | —                         | 12                        | 5                         | - RIAA: platinasti    |
| 1968.                                                                        | Electric Ladyland                                                  | Electric Ladyland                                                     | 1                         | 75                        | 13                        | 6                         | - RIAA: 2× platinasti |
| 1968.                                                                        | - Objavljeno: 25. listopada 1968. - Izdavač: Track (613 008/9)     | - Objavljeno: 16. rujna 1968. - Izdavač: Reprise (2RS 6307)           | 1                         | 75                        | 13                        | 6                         | - RIAA: 2× platinasti |
| "—" Označava albume koji nisu objavljeni ili nisu dospjeli na top ljestvicu. |                                                                    |                                                                       |                           |                           |                           |                           |                       |

## Uživo albumi
| Godina                                                                       | Detalji o albumu                                                          | Detalji o albumu                                                          | Pozicija na top ljestvici | Pozicija na top ljestvici | Pozicija na top ljestvici | Certifikat            |
| Godina                                                                       | Detalji o albumu                                                          | Detalji o albumu                                                          | SAD                       | NOR                       | UK                        | Certifikat            |
| Godina                                                                       | Američko izdanje                                                          | Britansko izdanje                                                         | SAD                       | NOR                       | UK                        | Certifikat            |
| ---------------------------------------------------------------------------- | ------------------------------------------------------------------------- | ------------------------------------------------------------------------- | ------------------------- | ------------------------- | ------------------------- | --------------------- |
| 1970.                                                                        | Band of Gypsys                                                            | Band of Gypsys                                                            | 5                         | 9                         | 6                         | - RIAA: 2× platinasti |
| 1970.                                                                        | - Objavljeno: 25. ožujka 1970. - Izdavač: Capitol Records (STAO-472)      | - Objavljeno: 12. lipnja 1970. - Izdavač: Track (2406 001)                | 5                         | 9                         | 6                         | - RIAA: 2× platinasti |
| 1970.                                                                        | Historic Performances Recorded at the Monterey International Pop Festival | Historic Performances Recorded at the Monterey International Pop Festival | 16                        | —                         | —                         | - RIAA: Gold          |
| 1970.                                                                        | - Objavljeno: 26. kolovoza 1970. - Izdavač: Reprise (MS 2029)             | Nije objavljen                                                            | 16                        | —                         | —                         | - RIAA: Gold          |
| "—" Označava albume koji nisu objavljeni ili nisu dospjeli na top ljestvicu. |                                                                           |                                                                           |                           |                           |                           |                       |

## Kompilacijski albumi
| Godina                                                                       | Detalji o albumu                                      | Detalji o albumu                                             | Pozicija na top ljestvici | Pozicija na top ljestvici | Pozicija na top ljestvici | Certifikat         |
| Godina                                                                       | Detalji o albumu                                      | Detalji o albumu                                             | SAD                       | NOR                       | UK                        | Certifikat         |
| Godina                                                                       | Britansko izdanje                                     | Američko izdanje                                             | SAD                       | NOR                       | UK                        | Certifikat         |
| ---------------------------------------------------------------------------- | ----------------------------------------------------- | ------------------------------------------------------------ | ------------------------- | ------------------------- | ------------------------- | ------------------ |
| 1968.                                                                        | Smash Hits                                            | Smash Hits                                                   | 6                         | 11                        | 4                         | - RIAA: platinasti |
| 1968.                                                                        | - Objavljeno: travanj 1968. - Izdavač: Track (613004) | - Objavljeno: 30. srpnja 1969. - Izdavač: Reprise (MSK-2276) | 6                         | 11                        | 4                         | - RIAA: platinasti |
| 1968.                                                                        | Electric Jimi Hendrix                                 | Electric Jimi Hendrix                                        | —                         | —                         | —                         |                    |
| 1968.                                                                        | - Objavljeno: 1968. - Izdavač: Track (2856 002)       | Nije objavljen                                               | —                         | —                         | —                         |                    |
| "—" Označava albume koji nisu objavljeni ili nisu dospjeli na top ljestvicu. |                                                       |                                                              |                           |                           |                           |                    |

## Singlovi
| Godina                                                                         | Skladba                        | Pozicija na top ljestvici | Pozicija na top ljestvici | Pozicija na top ljestvici | Pozicija na top ljestvici | Album                    |
| Godina                                                                         | Skladba                        | SAD                       | AUT                       | NOR                       | UK                        | Album                    |
| ------------------------------------------------------------------------------ | ------------------------------ | ------------------------- | ------------------------- | ------------------------- | ------------------------- | ------------------------ |
| 1966.                                                                          | "Hey Joe"                      | —                         | —                         | 10                        | 6                         | Are You Experienced      |
| 1967.                                                                          | "Purple Haze"                  | 65                        | 7                         | 17                        | 3                         | Are You Experienced      |
| 1967.                                                                          | "The Wind Cries Mary"          | —                         | 18                        | —                         | 6                         | Are You Experienced      |
| 1967.                                                                          | "Burning of the Midnight Lamp" | —                         | —                         | —                         | 18                        | Nije objavljen na albumu |
| 1967.                                                                          | "Foxy Lady"                    | 67                        | —                         | —                         | —                         | Are You Experienced      |
| 1968.                                                                          | "Up from the Skies"            | 82                        | —                         | —                         | —                         | Axis: Bold as Love       |
| 1968.                                                                          | "All Along the Watchtower"     | 20                        | 17                        | —                         | 5                         | Electric Ladyland        |
| 1968.                                                                          | "Crosstown Traffic"            | 52                        | —                         | —                         | 37                        | Electric Ladyland        |
| 1969.                                                                          | "Stone Free"                   | 130                       | —                         | —                         | —                         | Are You Experienced      |
| 1969.                                                                          | "Fire"                         | —                         | —                         | —                         | —                         | Are You Experienced      |
| 1970.                                                                          | "Stepping Stone"               | —                         | —                         | —                         | —                         | Nije objavljen na albumu |
| 1970.                                                                          | "Voodoo Child (Slight Return)" | —                         | 69                        | —                         | 1                         | Electric Ladyland        |
| "—" Označava singlove koji nisu objavljeni ili nisu dospjeli na top ljestvicu. |                                |                           |                           |                           |                           |                          |

## Posvećeni albumi
- Razni izvođači: Power of Soul: A Tribute to Jimi Hendrix (Image Entertainment, 2004.)
- Razni izvođači: Stone Free: A Tribute to Jimi Hendrix (Warner Bros., 1993.)
- Dr. Lonnie Smith: Purple Haze: Tribute to Jimi Hendrix (Music Masters, 1995.)
- Dr. Lonnie Smith: Foxy Lady: Tribute to Jimi Hendrix (Music Masters, 1996.)

## Vanjske poveznice
- Službene stranice Jimia Hendrixa